# لیگ برتر فوتسال مردان ایران ۱۴۰۴
لیگ برتر فوتسال مردان ایران ۱۴۰۴ بیست و ششمین دوره مسابقات لیگ برتر فوتسال در ایران است که از ۲ مرداد ۱۴۰۴ آغاز شده، قرعه‌کشی این دوره از مسابقات در ۲ خرداد ۱۴۰۴ برگزار شده است.
باشگاه ایرالکو که در فصل قبل با قرار گرفتن در رده دوازدهم در لیگ برتر فوتسال ایران باقی مانده بود امتیاز خود را به پالایشگاه امام خمینی شازند واگذار کرد تا این تیم در این دوره از مسابقات حضور پیدا کند.

## پراکندگی جغرافیایی تیم‌ها
| استان                    | تعداد تیم | نام تیم‌ها                                             |
| ------------------------ | --------- | ----------------------------------------------------- |
| استان مرکزی              | ۳         | شهرداری ساوه، سن ایچ ساوه، پالایشگاه امام خمینی شازند |
| استان تهران              | ۲         | سفیر گفتمان تهران، عرشیا شهر قدس                      |
| استان اصفهان             | ۲         | پالایش نفت اصفهان، گیتی پسند اصفهان                   |
| استان کرمان              | ۲         | فولاد زرند ایرانیان، گهر زمین سیرجان                  |
| استان هرمزگان            | ۲         | فولاد هرمزگان، پالایش نفت بندرعباس                    |
| استان قزوین              | ۱         | پردیس قزوین                                           |
| استان گلستان             | ۱         | بهشتی سازه گرگان                                      |
| استان چهارمحال و بختیاری | ۱         | جوادالائمه شهرکرد                                     |
| آذربایجان شرقی           | ۱         | مس سونگون ورزقان                                      |